# Џеноа (Висконсин)
Џеноа (енгл. Genoa) град је у америчкој савезној држави Висконсин.

## Демографија
По попису из 2010. године број становника је 253, што је 10 (-3,8%) становника мање него 2000. године.
| Група             | 2000.       | 2010.       |
| Белци             | 258 (98,1%) | 246 (97,2%) |
| Афроамериканци    | 0 (0,0%)    | 0 (0,0%)    |
| Азијати           | 0 (0,0%)    | 1 (0,4%)    |
| Хиспаноамериканци | 0 (0,0%)    | 0 (0,0%)    |
| Укупно            | 263         | 253         |